# Liga Futebol Amadora
La Liga Futebol Amadora es el nombre del cuerpo gobernante de la competencia de la liga, el cual además de organizar la Liga Futebol Amadora Primeira Divisão, organiza competiciones de copa como la Taça 12 de Novembro.

## Historia
La liga fue creada en el año 2015 luego de la reestructuración de la Federación de Fútbol de Timor Oriental con el fin de crear un torneo de categoría profesional. En la primera división participan 8 equipos, y en la segunda doce, donde el que haga más puntos al finalizar dos vueltas logra el título, mientras que los 2 últimos lugares descienden de categoría.

## Campeones

### Primeira Divisão
- 2016: Associação Desportiva e Sport Laulara e Benfica
- 2017: Karketu Dili FC
- 2018: Boavista FC
- 2019: Lalenok United FC